# Kransrams
Kransrams (Polygonatum verticillatum) är en mångformig art i familjen stickmyrtenväxter. Den förekommer naturligt i Europa och tempererade Asien.
Kransrams är en mångformig, kal, flerårig ört som vanligen blir 40–80 cm hög. Jordstammen är vanligen trind och har korta förgreningar. Stjälken är upprätt och ofta mörkt rödprickig nedtill. Bladen är långsmala till brett lansettlika och sitter 3–7 kransställda, de blir 6–10 × 0,5–3 cm. Blommorna är grönvita, blekt gula eller purpur och sitter vanligen två och två tillsammans i bladvecken, ibland dock ensamma eller upp till fyra stycken. Frukten är ett orange till rött eller blågrönt bär. Arten blommar mitt i sommaren.
Arten har ett stort utbredningsområde och är inte fullt utredd. Östasiatiska populationer har vanligen purpur blommor och har endast tre blad i varje krans. Svenska populationer har grönvita blommor och 5-7 blad i krans. De kinesiska populationerna särskiljs ibland som Polygonatum kansuense.
Kransrams kan knappast förväxlas med andra arter i den svenska floran. De andra svenska arterna har strödda, ganska breda ovala blad och blåsvarta bär. 

## Synonymer
Campydorum verticillatum (L.) Salisb.
Convallaria leptophylla D.Don
Convallaria verticillata L.
Evallaria verticillata (L.) Neck.
Polygonatum angustifolium Bubani nom. illeg.
Polygonatum erythrocarpum Hua
Polygonatum kansuense Maximowicz ex Batalin
Polygonatum leptophyllum (D.Don) Royle
Polygonatum macrophyllum Sweet
Polygonatum minutiflorum H. Léveillé
Sigillum verticillatum (L.) Friche-Joset & Montandon
Troxilanthes angustifolia Raf.
Troxilanthes lanceolata Raf.
Troxilanthes ramosa Raffel.